# Portia Nelson
Portia Nelson (Brigham City, Utah, Estados Unidos; 27 de marzo de 1920 - New York City, New York, Estados Unidos; 6 de marzo de 2001) fue una actriz, cantante, compositora y autora estadounidense. Se hizo muy conocida por sus apariciones en los cabarets más prestigiosos de 1950, donde cantó un repertorio elegante como soprano, conocida por su tono plateado, dicción perfecta, intimidad y atención meticulosa a las palabras.  Su libro de meditaciones poéticas, Hay un agujero en mi acera: El romance de autodescubrimiento, se convirtió en un pilar de los programas de doce pasos.

## Biografía
Fue la más joven de nueve hermanos Nelson. Nació bajo el nombre de Betty Mae Nelson en Brigham City, Utah (El apellido danés de Nielsen había sido anglicanizado antes de su nacimiento). Su familia mormona era dueña de una granja; su padre también era ferroviario. A temprana edad, aprendió a tocar el piano; después de dos años en Weber College en Ogden, Utah, dejó la escuela y se mudó a Los Ángeles.

## Carrera como cantante y compositora
Mientras asistía a un servicio de la Iglesia SUD en Nueva York en 1945, Nelson conoció a las King Sisters, el popular cuarteto vocal de la época del swing, también de Utah. Las hermanas fueron empleadas por el líder de banda Alvino Rey; y como Nelson necesitaba un trabajo, la contrataron para que fuera su secretaria. En los meses siguientes, tomó uno de sus primeros pasos como música al escribir algunos arreglos vocales para el grupo.
De vuelta a casa en Los Ángeles a principios de 1946, trabajó brevemente como secretario del director de cine André de Toth; luego ocupó otro puesto de secretaria en el departamento de publicidad de United Artists Pictures. Alrededor de esa época adoptó el nombre de Portia, un apodo que sus amigos le dieron basándose en su amor por la popular telenovela Portia Faces Life. Ella era conocida por sentarse ocasionalmente en pianos en el estacionamiento y por demostrar canciones, y se corrió la voz sobre sus talentos vocales. Jane Russell estaba entonces en el estacionamiento haciendo una película, Young Widow; un día hablaron sobre las canciones que les gustaban a ambos, y Nelson tocó una en el piano entonces Russell la contrató como entrenadora vocal personal.
A través de Ida Lupino, conoció a Nick Arden, un letrista que planeaba abrir un pequeño club nocturno en Sherman Oaks, California. Ella y Arden se unieron para escribir una canción titulada "September Song". Grabó el demo, que llegó a manos del cantante Jo Stafford; el 18 de octubre de 1946, Stafford grabó la balada para el Capitolio como el lado B de "September Song". Una vez que abrió su discoteca, Arden la contrató para debutar allí como cantante. Su acompañante fue Walter Gross, un antiguo pianista de la radio CBS y el compositor de un estándar escrito ese año, "Tenderly".
En 1949 actuó en el Café Gala, un cabaret en Sunset Strip de Hollywood; el cantante y pianista Bobby Short entretuvo. 
Fue en el Café Gala que Nelson fue escuchado por Herbert Jacoby, el propietario (con Max Gordon) del cabaret preeminente de Manhattan, el Blue Angel’s. Jacoby la invitó a cantar allí. En enero de 1950, se mudó a Nueva York donde cantó hasta 1959 en el Blue Angel’s, compartiendo listas con Carol Channing, Pearl Bailey, Imogene Coca, Orson Bean, Wally Cox, Harry Belafonte, Johnny Mathis y otras estrellas en ciernes. 
En 1951, también aparecería en el salón neoyorquino Celeste, acompañado por el compositor y pianista Bart Howard, quien pronto se convirtió en el maestro de ceremonias en el Blue Angel. En Celeste, Nelson interpretó muchas de las canciones (incluido "In Other Words", más tarde retitulado "Fly Me to the Moon") que reuniría en su álbum Let Me Love You: Portia Nelson canta las canciones de Bart Howard. 
También participó con frecuencia en una serie de recreaciones grabadas de musicales clásicos, producidos por el presidente y productor de Columbia, Goddard Lieberson. La cantante fue escuchada en Roberta, The Boys from Syracuse, On Your Toes, y Oklahoma!. Una grabación de Noël Coward  llamada Bitter Sweet, contó con Nelson y el cantante Robert Rounseville. Su otro trabajo registrado incluye el álbum de 1956, Autumn Leaves (en la etiqueta de Dolphin); ella escribió los arreglos para el álbum Stritch de Elaine Stritch, lanzado en Dolphin en 1956. 
En 1954, originó el papel de Miss Minerva Oliver en The Golden Apple, la adaptación musical de John Latouche de Homer's Ilíada y Odyssey. En 1955, contribuyó con material para la crítica de Broadway Almost Crazy, que duró solo 16 actuaciones. Continuó cantando en el Blue Angel y otros cabarets, incluyendo Bon Soir de Nueva York y Downstairs at the Upstairs, The Colony en Londres y Bricktop's en Roma. En 1959, comenzó a presentar su propio programa de radio musical, el domingo en Nueva York, producido por Allen Ludden. Las pistas de la serie más tarde comprenderían el CD de Nelson de 1994, Sunday in New York, lanzado con la etiqueta Lockett-Palmer.
En 1960 se mudó a Los Ángeles. Allí mantuvo una doble carrera como escritora de material musical especial (para Carol Burnett, Debbie Reynolds, Marlene Dietrich, Julie Andrews y otros) y como entrenadora vocal de actores como Rod Steiger.

## Carrera como actriz
También se convirtió en una actriz que se especializó, inadvertidamente, en papeles de monjas. En The Sound of Music (1965), interpretó a la Hermana Berthe, que salvó a la familia von Trapp en la preguerra de la Segunda Guerra Austria al sabotear un automóvil nazi. Nelson pronunció la frase memorable: "Reverenda Madre, he pecado". Al año siguiente apareció como la Hermana Elizabeth en la comedia cinematográfica The Trouble with Angels. En un episodio de televisión, The Big Valley, interpretó a la Hermana Benedict. Luego apareció en la película Doctor Dolittle y trabajó como productora y escritora consultora para el especial de televisión de 1969, Debbie Reynolds y The Sound of Children. Durante sus años en Los Ángeles, estudió pintura con el retratista de celebridades y maestro de arte Richard McKenzie, que era el yerno de Fred Astaire y dueño de una galería de arte en Beverly Hills. 
Cuando su amigo Rock Hudson se preparaba para grabar su primer y único álbum, Rock, Gently: Rock Hudson canta las canciones de Rod McKuen (en el sello Stanyan) en 1970, Nelson entrenó al actor vocalmente. Otro amigo, el actor, guionista y novelista Tom Tryon, la eligió como la entrometida Mrs. Rowe en la versión cinematográfica de 1972 de su novela de suspense, The Other.

## Trabajo en funciones, 1970-1980
De mayo a noviembre de 1976, interpretó el pequeño papel de Therese, una solterona, en la compañía itinerante de The Baker's Wife, un musical de Stephen Schwartz y Joseph Stein. El espectáculo estaba en Broadway, pero se cerró en Washington, DC antes de su apertura en Nueva York. Continuó actuando, asumiendo papeles en las telenovelas The Doctors and All My Children (en la que interpretó el papel recurrente de la niñera Rachel Gurney) y apareciendo en numerosos comerciales de televisión. También fue vista en un episodio de la comedia Chico and the Man y en la película Can not Stop the Music (1980), protagonizada por los Village People.

## Carrera como escritora
Nelson fue un sobreviviente del cáncer después de haberle ganado una lucha contra cáncer de mama luego de una mastectomía en 1973. Cuatro años más tarde, la Biblioteca Popular publicó el libro hito de Nelson, There’s a Hole in My Sidewalk: The Romance of Self-Discovery (Beyond Words Publishing lo reeditó en 1993).  Nelson convirtió el libro en un musical fuera de Broadway, presentado en el York Theatre en Manhattan. Uno de sus poemas, "Autobiografía en cinco capítulos cortos", se convirtió en un texto muy popular de autoayuda y recuperación.

## Últimos años y fallecimiento
A principios de la década de 1990, una pelea con un cáncer de garganta y lengua, que Nelson, que nunca fumó, culpó de sus años de canto en discotecas llenas de humo, le robó su voz de soprano. Al final de su carrera, había escrito cientos de canciones, así como partituras para varios libros musicales y películas animadas.
En octubre de 1992, la Fundación Mabel Mercer la honró con su Premier Cabaret Classic Award. El 20 de enero de 1993, en la inauguración del presidente Bill Clinton, la mezzo-soprano Marilyn Horne, una amiga cercana suya, cantó la canción que se convertiría en la marca registrada de Nelson, Make a Rainbow. Nelson lo había escrito en la década de 1960 y lo dedicó a la hija birracial de Horne, Angela. En 1996, la Asociación de Cabarets y Clubes de Manhattan nombró a Nelson As I Remember Him como la Canción del Año. Ese mismo año, la revista Backstage la honró por sus logros de por vida en sus Premios Bistró anuales. También en 1996, DRG Records emitió This Life, un CD de sus canciones originales cantado por los artistas de cabaret Margaret Whiting, Amanda McBroom, Ann Hampton Callaway, Deborah Tranelli, Nancy LaMott y la propia Nelson. DRG también reeditó los tres álbumes solistas ella de la década de 1950. 
A principios de 2001, fue honrada en un MAC / ASCAP Songwriters 'Showcase en Nueva York; alrededor de esa época hizo su última aparición en una presentación de una revista de sus canciones, This Life, en el cabaret de Nueva York, Do not Tell Mama. En ese momento su cáncer había reaparecido, y la cantante murió en su apartamento el 6 de marzo de 2001. A petición suya,  sus cenizas fueron propagadas por amigos y familiares en Kolob Canyons, en el parque nacional Zion de Utah, uno de sus lugares recreativos favoritos de la infancia.

## Televisión
- 1983-1991: All My Children
- 1979: ABC Weekend Specials
- 1976: Sara
- 1976: Chico and the Man
- 1968: The Second Hundred Years
- 1967: The Big Valley
- 1965: Many Happy Returns

## Filmografía
- 1983: Rage of Angels.
- 1980: Can't Stop the Music.
- 1972: The Other.
- 1967: Doctor Dolittle
- 1967: The Hardy Boys: The Mystery of the Chinese Junk.
- 1966: The Trouble with Angels
- 1965: The Sound of Music

## Autobiografía en cinco capítulos[4]
I

Bajo por la calle.
 
Hay un enorme hoyo en la acera.
 
Me caigo dentro,
 
Estoy perdido… impotente.
 
No es culpa mía.
 
Me tardo una eternidad en salir de allí.

II
 
Bajo por la misma calle.
 
Hay un enorme hoyo en la acera.
 
Hago como que no lo veo.
 
Vuelvo a caer dentro.
 
No puedo creer que esté en ese mismo lugar.
 
Pero no es culpa mía.
 
Todavía me tardo mucho tiempo en salir de allí

III
 
Bajo por la misma calle.
 
Hay un enorme hoyo en la acera.
 
Veo que está allí.
 
Igual caigo dentro… es un hábito.
 
Tengo los ojos abiertos.
 
Sé donde estoy.
 
Es culpa mía.
 
Salgo inmediatamente de allí.

IV
 
Bajo por la misma calle.
 
Hay un enorme hoyo en la acera.
 
Paso por el lado.

V
 
Bajo por otra calle.